# 胃泌素
胃泌素（英語：gastrin）又称促胃液素、胃泌激素，是胃部分泌的一種胜肽荷爾蒙，主要功能為刺激胃壁細胞分泌胃酸，以利消化酵素胃蛋白酶活化，並進行分解蛋白質作用。其分泌的位置為幽門竇的G細胞、十二指腸，以及胰臟。
胃泌素可與膽囊收縮素B受體結合，刺激ECL細胞釋放組織胺，並使胃壁細胞膜上的K+/H+ATP酶幫浦數量增加。

## 影響分泌的因素
- 刺激胃泌素分泌的訊號包括：

1. 胃體積膨脹，通常在進食後的刺激，尤其是食物中含有蛋白質或胜肽類及胺基酸。
2. 血鈣濃度過高。
3. 迷走神經刺激。

- 抑制因素

1. 胃酸濃度太高，這是一種負回饋的控制，為最主要的抑制訊號。
2. 生長素釋放抑制素、胰泌素、抑鈣素等

## 合成
負責合成與分泌的細胞是位在胃幽門表皮細胞下的G細胞，十二指腸也有少數G細胞存在。
產物以胺基酸的長度分成三種
- Gastrin-34 有34個胺基酸，稱作 big gastrin
- Gastrin-17 有17個胺基酸，稱作 little gastrin
- Gastrin-14 有14個胺基酸，稱作 minigastrin，而此14個胺基酸就有全部的生理活性

## 主要功能
1. 使胃腺的壁細胞分泌胃酸；作用途徑是經由G細胞（英语：G cell）分泌胃泌素，作用於壁細胞旁邊的ECL細胞，產生旁泌性的組織胺，而作用於壁細胞。
2. 促使主細胞分泌胃蛋白酶原 到胃中，這是胃蛋白酶的前驅物，在低pH值的酸性環境下，可以自催化變成具有活性的胃蛋白酶，可消化分解胃中的蛋白質。
3. 促進胃黏膜組織生長的作用，血中胃泌素濃度較高者，其黏膜組織細胞較大。
4. 增加腸胃平滑肌收縮頻率的功能，促進胃的血液循環，幫助消化吸收。
5. 刺激胰泌素的分泌，預備胃中食糜進入十二指腸之消化。

## 相關疾病

### 佐—埃二氏綜合症
佐—埃二氏綜合症（Zollinger-Ellison syndrome）或胃秘素瘤。患者有胃泌素分泌過量之症狀，通常是由十二指腸或是胰臟腫瘤所引發。過量的胃泌素造成胃酸分泌過多，胃部產生潰瘍，同時還會刺激壁細胞數目增加，而形成惡性循環，導致潰瘍更加嚴重。病人常常會感到腹部疼痛。

### 自體免疫系統損害壁細胞
當免疫系統辨認錯誤而破壞壁細胞，造成細胞受損或死亡，因而胃酸分泌不足，胃內的pH值不夠低，此時因為補償作用而分泌大量的胃泌素。最終壁細胞全數死亡，同時喪失了負回饋的調節作用。